# たそがれに還る
『たそがれに還る』（たそがれにかえる）は、光瀬龍のSF小説。（1964年、早川書房）。題名は「ひと　うたた情ありて　たそがれに還る」という詩からとったという設定である。

## あらすじ
ユイ・アフテングリ著「星間文明史」の一部を構成する研究から生まれた物語という形式をとる（本作品以降の「宇宙年代記」シリーズも、同様な形式（必ずしも明示されているとは限らない）をとるものが多い）。
3700年代後半、太陽系を征服した人類ではあるが、宇宙船が数百隻単位で行方不明となり、それを捜索する中で、たまたま空間のひずみに落ちたことがはっきりする救難信号を調査局員のスウェイが見つける。
辺境航路へのたった3人の乗客として、シロウズ、ソウレ、ヒロ18が出会う。シロウズとソウレが体験したエレクトラ・バーグ（金星）での奇妙な幻覚から超古代星間文明の足がかりを得る。経営機構と辺境星区の対立の雪解けから、シロウズを指揮者とする合同調査機関が設置され、早速冥王星デビル盆地の氷下に1200万年前に漂着したかすかに動いている宇宙船が発見される。そのとき宇宙船内部のエネルギーがソウレの脳を活性化し、太古の昔に2つの星間文明が激烈な戦争をしていたことを知らされる。
シロウズが主導したツングース隕石を宇宙船と見立てた捜査の結果、2隻目の古代の宇宙船を発見する。その宇宙船の電子頭脳から戦争の実態を明らかにする「ツングースカ・レポート」と呼ばれるきわめて重要な文書が解読される。
そこには、2つの星間文明を恐れさせた存在を示す「無はセル（白鳥座61）にある」という記述があった。その後、人工的に作られた空間のひずみが地球にかかり、地球表面は完全に全滅し、生物の痕跡もなくなる。人類はこれらの大異変に対処するために、持てる力の半分をつぎ込んで初めて太陽系外に進出し、「セルの三角形」を探索するためのレーダー・サイトを建設する（極光（オーロラ）作戦）。しかし、レーダー・サイトの作動直後に「セルの三角形」の方向から膨大なエネルギーが流入してサイトは大爆発を起こして消滅する。実はレーダー・サイトはエネルギー探知装置であり、遠い彼方の異形の存在（セルの三角形）─すべてを『無』に置き換え得るという酷烈な存在を、確かにそれがそこにあるかどうかを探りあてようとする一本の長い触角だった。しかし、「セルの三角形」から放射されてくるエネルギーは探知装置では受け止められないほど大きくなっていたのだった。
極光（オーロラ）作戦が失敗に終わった後、調査局はその事件に関する全ての資料を封鎖した。1千年後、その封鎖は解かれ、星間文明史の研究者らによって事件の全貌の解明が進められている。

## 主人公
C15 シロウズ
惑星間経営機構宇宙省調査局のトップ調査官、高名なスペースマン。重要な指令を調査局長から直々に受けるほど信頼されている。宇宙物理学的現象の調査だけではなく、辺境星区での破壊工作なども行っており、機構に反対する東キャナル市長ヒロ18暗殺工作（失敗）にも関わっていた。宇宙船数百隻の失踪を調査する経営機構・辺境星区合同調査隊の指揮者に副主席が抜擢する。冥王星での異文明超大型超古代宇宙船の発見により辺境星区代表の信頼も勝ち取る。その後地球爆発調査隊長、レーダー・サイト建設検討委員会への経営機構代表オブザーバー、レーダー・サイト建設現地主務者と昇進していく。その過程で空間のひずみを電磁バリヤーを使って突破する方法を発見する。冷酷沈着であったが、ヒロ18と出会ってから、どこかの市の片隅で二人で暮らすことを夢見る。
チャウダ・ソウレ
惑星間経営機構副主席、きわめて有能な行政官。太っている。シロウズを高く評価し、次々と高位につける。最後にはレーダー・サイト、シロウズ、ヒロ18、地球、太陽系資源の半分をなくした世界を再建するための苦悩が彼一人の肩にかかってくる。
ヒロ18
長期のエレクトラ・バーグ市長として独裁に近い権限を持つ。「完成された電子計算機」と呼ばれている。きわめて美しい女性ではあるが、実態はエレクトラ・バーグ市保安局のダブルトリミング方式の綜合電子頭脳のキーとなるサイボーグであった。電子頭脳の中に来たるべき災厄を告げる情報とその対策（レーダー・サイトの設計図）を保存している。過去において、経営機構の調停に応じないために調査局が暗殺を計画したことがあるが失敗に終わった。最後には電子頭脳とともにレーダー・サイトの内部に格納される。
スウェイ
調査局の調査官。きわめて有能であり、シロウズの唯一の部下。
キャフタ
宇宙船団のガイド「カコープス」の船長、船団長。太古の昔に人工的に設けられた空間のひずみに船団が落ち込み、閉鎖空間から抜け出られなくなる。船団は崩壊し、最後にはキャフタ自身も発狂する。カコープスからの救難信号は冥王星の信号所でキャッチされた。発信場所が信号所内部と算定されたため、空間のひずみが宇宙船消滅の原因であることがはじめて明らかになり、その一つの存在場所も明らかになる（地球の表面を破壊したのは別のひずみである）。カコープスの残骸は後になってシロウズにより引き揚げられ、丁重に弔われる。